# 姬米可·吉爾曼
姬米可·吉爾曼（英語：Kimiko Gelman, 1966年2月20日—)，是美國的一位女演員，她因出演電視連續劇《特殊家庭》中飾演蘿絲·佛利（Rose Foley）而聞名。另外，她也出演過其他作品如《CSI犯罪現場：邁阿密》、《白宮風雲》、《飢餓遊戲》、《飛越比佛利》和《芝加哥希望》。

## 生平
姬米可生於布魯克林，她是美國畫家的亞倫·吉爾曼孫女。

## 外部連結
- 姬米可·吉爾曼在互联网电影资料库（IMDb）上的資料（英文）
- 姬米可·吉爾曼的Instagram帳戶